# Anya Taylor-Joy

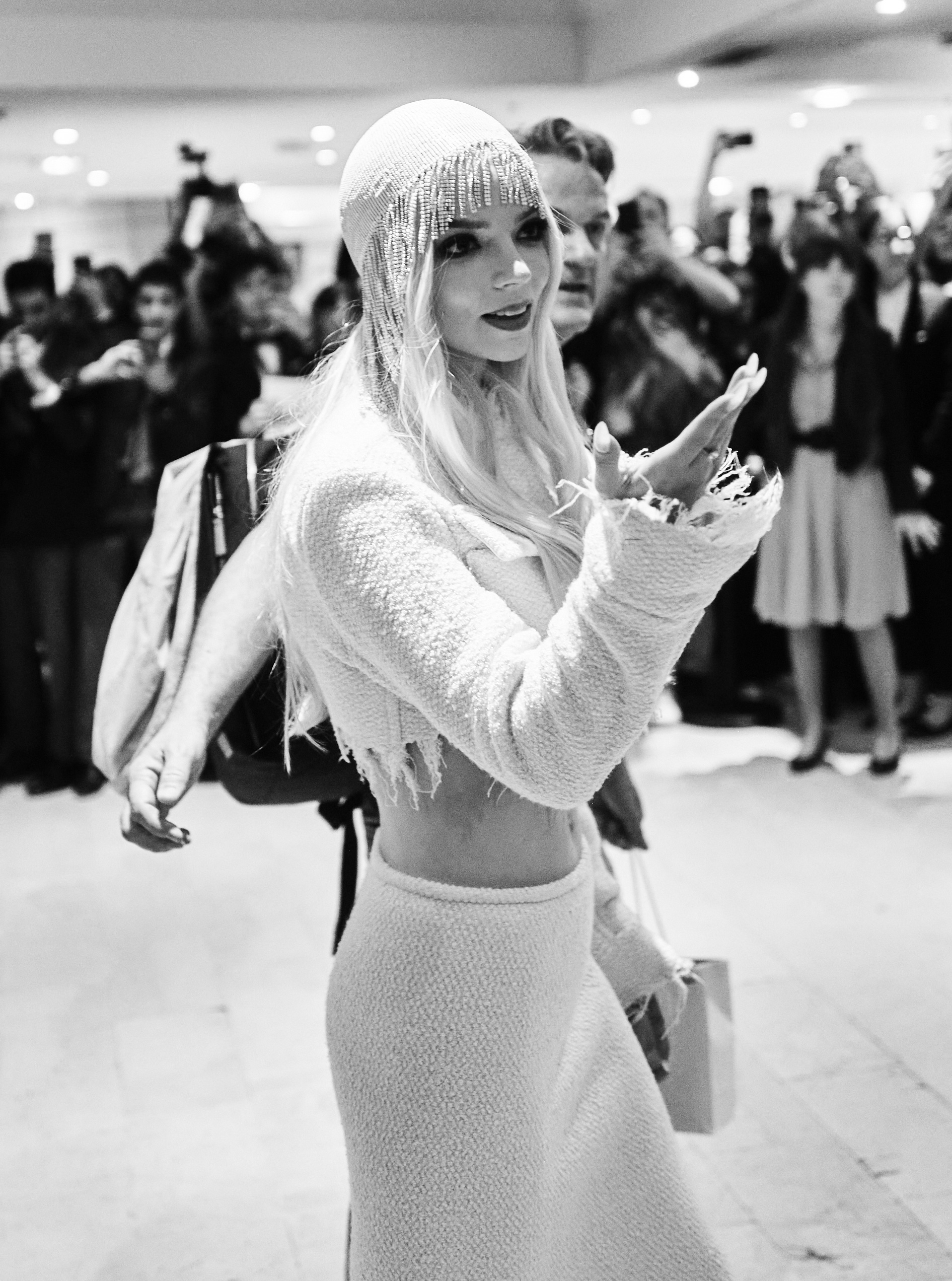
Taylor-Joy w Cannes (2024)

Anya Josephine Marie Taylor-Joy (ur. 16 kwietnia 1996 w Miami) – argentyńsko-brytyjska aktorka i modelka, mająca także obywatelstwo amerykańskie.
Taylor-Joy grała m.in. w filmach Split, Wiking i Furiosa: Saga Mad Max oraz serialu Gambit królowej, za rolę w którym została nagrodzona Złotym Globem.

## Życiorys

### Młodość
Urodziła się 16 kwietnia 1996 w amerykańskim Miami na Florydzie jako córka argentyńskiego bankiera o brytyjskich korzeniach, Dennisa Alana Taylora, oraz urodzonej w Zambii brytyjsko-hiszpańskiej psycholog, Jennifer Mariny Joy. Jest szóstym dzieckiem swojego ojca, z czego pierwsza czwórka rodzeństwa pochodzi z jego poprzedniego małżeństwa.
Narodziny Taylor-Joy w Stanach Zjednoczonych były związane z krótkotrwałym pobytem jej rodziców w Miami, jednak z racji tamtejszego prawa ziemi automatycznie uzyskała i zachowała amerykańskie obywatelstwo. Krótko po narodzinach rodzina Taylor-Joy powróciła do Argentyny, osiedlając się w stolicy. Anya uczęszczała tam do dwujęzycznej, anglo- i hiszpańskojęzycznej szkoły podstawowej Northlands School w Buenos Aires.
Gdy Taylor-Joy miała 6 lat, jej rodzice podjęli decyzję o przeprowadzeniu się do Wielkiej Brytanii, osiedlając się w dzielnicy Victoria w Londynie. Przeprowadzka była dla Taylor-Joy traumatycznym wydarzeniem – odmawiała ona nauki i mówienia po angielsku w nadziei, że skłoni to rodziców do powrotu do Argentyny. W późniejszych latach dorastania Anya odczuwała problemy ze znalezieniem swojej tożsamości narodowej, określając siebie zbyt angielską na bycie Argentynką, zbyt argentyńską na bycie Angielką i zbyt amerykańską na bycie kimkolwiek, często przepłakując przerwy szkolne w toaletach. Gdy miała 16 lat, rzuciła szkołę średnią, by poświęcić się aktorstwu. Wraz z rozwojem kariery aktorka mieszkała prócz Londynu także w Nowym Jorku i Los Angeles.

### Kariera
Pierwszy epizod w filmie zagrała w 2014 w Akademii wampirów, ale jej scena nie znalazła się w ostatecznej wersji. Przełomem w jej karierze był występ w filmie Czarownica: Bajka ludowa z Nowej Anglii. W 2016 pojawiła się w filmie Split obok Jamesa McAvoya, a swoją rolę powtórzyła w jego kontynuacji, Glass. W 2020 zagrała m.in. główną rolę w miniserialu Gambit królowej oraz wcieliła się w tytułową postać w filmie Emma.

## Filmografia

### Film
| Rok  | Tytuł                                           | Rola                     | Uwagi / Nagrody |
| ---- | ----------------------------------------------- | ------------------------ | --- |
| 2015 | Czarownica: Bajka ludowa z Nowej Anglii         | Thomasin                 | Gotham Independent Film Awards – Breakthrough Actor Empire Awards – Best Female Newcomer Seattle Film Critics Awards – Best Youth Performance |
| 2016 | Morgan                                          | Morgan                   | |
| 2016 | Barry                                           | Charlotte Baughman       | |
| 2017 | Split                                           | Casey Cooke              | |
| 2017 | Panny z dobrych domów (Thoroughbreds)           | Lily                     | |
| 2017 | Tajemnica Marrowbone (Marrowbone)               | Allie                    | |
| 2018 | Crossmaglen                                     | Ana                      | krótkometrażowy |
| 2019 | Glass                                           | Casey Cooke              | |
| 2019 | Playmobil: Film                                 | Marla                    | głos |
| 2019 | Skłodowska (Radioactive)                        | Irène Joliot-Curie       | |
| 2020 | Emma                                            | Emma Woodhouse           | nominacja do Złotego Globu |
| 2020 | Młodzi wściekli (Here Are the Young Men)        | Jen                      | |
| 2020 | Nowi mutanci (The New Mutants)                  | Illyana Rasputin / Magik | |
| 2021 | Ostatniej nocy w Soho (Last Night in Soho)      | Sandy                    | |
| 2022 | Wiking (The Northman)                           | Olga                     | |
| 2022 | Amsterdam                                       | Libby Voze               | |
| 2022 | Menu                                            | Margot                   | nominacja do Złotego Globu |
| 2023 | Super Mario Bros. Film                          | księżniczka Peach        | głos |
| 2024 | Diuna: Część druga (Dune: Part Two)             | Alia Atryda              | nieuwzgl. w napisach |
| 2024 | Furiosa: Saga Mad Max (Furiosa: A Mad Max Saga) | Furiosa                  | |
| 2025 | Wąwóz (The Gorge)                               | Drasa                    | |
| 2025 | Sacrifice                                       | Joan                     | ukończony |

### Telewizja
| Rok        | Tytuł                             | Rola                      | Uwagi                              |
| ---------- | --------------------------------- | ------------------------- | ---------------------------------- |
| 2014       | Endeavour: Sprawy młodego Morse’a | Philippa Collins-Davidson | 1 odcinek                          |
| 2014       | Przeznaczenie Wikinga             | Mani                      | film TV                            |
| 2015       | Atlantyda                         | Cassandra                 | 5 odc.                             |
| 2017       | Miniaturzystka (The Miniaturist)  | Petronella Brandt         | miniserial                         |
| 2019       | Ciemny kryształ: Czas buntu       | Brea                      | głos                               |
| 2019, 2022 | Peaky Blinders                    | Gina Gray                 | 11 odc.                            |
| 2020       | Gambit królowej                   | Beth Harmon               | gł. rola, nagrodzona Złotym Globem |